# Jürgen Lahrtz
Jürgen Meeno Lahrtz (* 26. Mai 1929 in Wilhelmshaven; † 22. November 2018 in Berlin) war Produzent zahlreicher Schallplatten, die unter dem DDR-Staatslabel Amiga erschienen sind.

## Leben
Jürgen Lahrtz trat erstmals Mitte der 1950er Jahre als einer der Sänger des Hemmann-Quintetts in Erscheinung, das begleitet von den Wakikiys, vom Orchester Gerd Natschinski und verschiedenen anderen Tanzorchestern Schlager wie Die Bimbam-Bimbam-Bina oder Mein Kleines Hulamädchen zum Besten gab. In den 1960er Jahren soll die Gruppe auch deutsche Versionen von Beatles-Hits im Programm gehabt haben. Lahrtz nahm inzwischen jedoch auch mehr und mehr die Produktionsleitung der wichtigsten Amiga-Veröffentlichungen wahr, unter anderem bei der Einspielung des Albums Lyrik – Jazz – Prosa mit Manfred Krug und den Jazz Optimisten Berlin im Oktober 1965.
Lahrtz avancierte bei Amiga zum Produzenten zahlreicher Alben. Gemäß der Spanne des Labels produzierte er bis zum Ende des VEB Deutsche Schallplatten im Jahr 1990 jegliche Art populärer Musik, von Schlager über Easy Listening, Jazz, Folk, Pop und Rock bis hin zu elektronischer Musik, außerdem auch Kinderhörspiele. Die von Lahrtz 1981 produzierte LP Quichotte von Tangerine Dream mit einem Konzertmitschnitt der Band aus Ost-Berlin war – für westliche Künstler außergewöhnlich – zunächst nur in der DDR erhältlich.
Lahrtz’ Tätigkeit wird im üblicherweise ausführlichen Impressum der Schallplatten selten als „Produktion“ bezeichnet, sondern häufiger als „Musikregie“ oder „Redaktion“. Gemeinsam mit Siegbert Schneider, Helmar Federowski und Volkmar Andrä prägte Jürgen Lahrtz die populärsten Eigenproduktionen des DDR-Staatslabels maßgebend. 
Von Jürgen Lahrtz produzierte Alben (Auszug):
- Lyrik – Jazz – Prosa, 1965
- Frank Schöbel: Wie ein Stern, 1972
- Stern-Combo Meißen: Stern-Combo Meißen, 1977
- Günther Fischer-Quintett: Kombination, 1978
- Karat: Über sieben Brücken, 1979
- Karat: Schwanenkönig, 1980
- Tangerine Dream: Quichotte, 1981
- Karat: Der blaue Planet, 1982
- Uschi Brüning: Uschi Brüning, 1982
- Reinhard Lakomy: Der Traum von Asgard, 1983
- Karat: Die sieben Wunder der Welt, 1984
- Pond: Planetenwind, 1984
- Karat: 10 Jahre Karat – Auf dem Weg zu Euch (Live), 1985
- Karat: Fünfte Jahreszeit, 1987
- Sinti Swing Quintett: Bei mir bist du schön, 1987
- Karat: … im nächsten Frieden, 1990